# Synanthedon cerskisi
Synanthedon cerskisi is een vlinder uit de familie wespvlinders (Sesiidae), onderfamilie Sesiinae.
Synanthedon cerskisi is voor het eerst wetenschappelijk beschreven door Gorbunov in 1994. De soort komt voor in het Palearctisch gebied.